# Calceranica al Lago
Calceranica al Lago település Olaszországban, Trento megyében. Lakosainak száma 1395 fő (2023. január 1.). Calceranica al Lago Altopiano della Vigolana, Caldonazzo és Pergine Valsugana községekkel határos.

## Népesség
A település népességének változása:
| Lakosok száma | 1235 | 1369 | 1358 | 1395 |
|               | 2008 | 2017 | 2018 | 2023 |